# Hrafnseyrarheiði

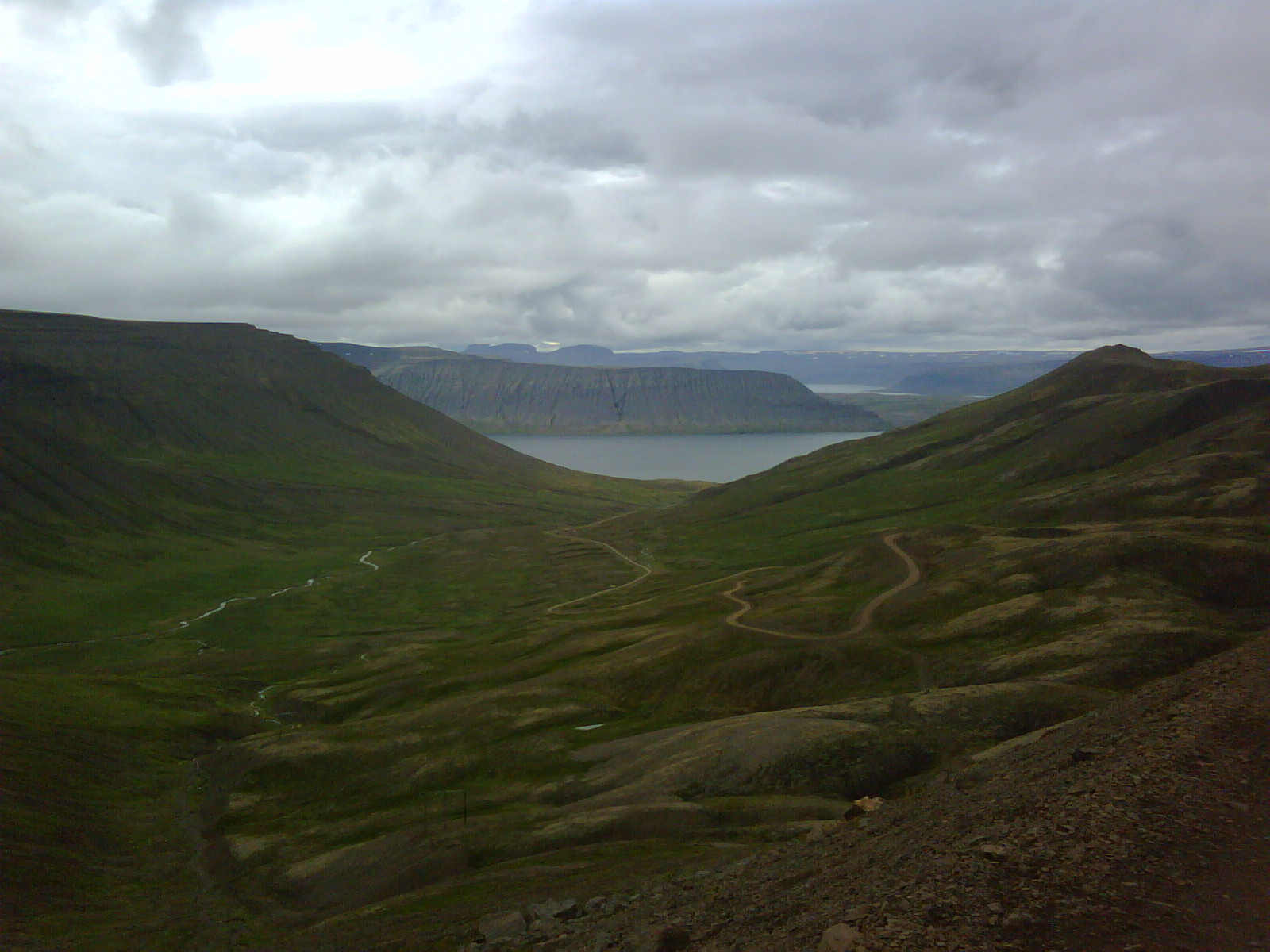
Straße 60 am Pass auf der Hrafnseyrarheiði zwischen Arnarfjörður und Dýrafjörður in den Westfjorden

Die Hochebene Hrafnseyrarheiði liegt zwischen dem Dýrafjörður und dem Arnarfjörður in den Westfjorden von Island.
Die gleichnamige Passstraße war ein Teil des Vestfjarðavegurs , die bei Brattabrekka beim Vulkan Baula in Westisland beginnt und von da um die südlichen Westfjorde herum nach Ísafjörður führt.
Nachdem die Dýrafjarðargöng am 25. Oktober 2020 eröffnet wurden, trägt die Straße den Namen Hrafnseyrarvegur mit der Straßennummer 626, die vorher noch nicht verwendet wurde.
Mit dem Bau des 5.601 m langen Tunnels wurde im Herbst 2017 begonnen.
Er verkürzt den Vestfjarðavegur um 27,4 km.
Sie stellt hier die Verbindung zwischen dem Weiler Hrafnseyri am Arnarfjörður und dem Ort Þingeyri am Dýrarfjörður her und steigt auf eine Höhe von 552 m an.
Vor allem auf der Seite des Arnarfjörður geht es in sehr steilen Serpentinen auf der ungeteerten Straße bergauf.
Da ist ein Vierradantrieb sehr hilfreich.
Danach geht es in eine kleine Hochebene hinunter.
Dann steigt die Straße nochmals an, um zum Dýrafjörður auf einem kürzeren Stück wieder steil bergab zu führen.
Es ist eine der höchsten Passstraßen des Landes. Vor allem im Winter handelt es sich hier um ein beträchtliches Verkehrshindernis.
Die Schneehöhe soll hier im Winter schon mal 22 m erreicht haben. 
Auch in früheren Zeiten galt diese Überquerung als nicht ungefährlich. Es kamen im Winter immer wieder Menschen dabei ums Leben.
Eine Schlucht auf der südlichen Seite heißt gar Manntapagil (dt. die mörderische Schlucht).
Die Gegend ist heutzutage ein beliebtes Wandergebiet, was nicht zuletzt dem erloschenen Tjaldanesvulkan mit dem höchsten Berg der Westfjorde Kaldbakur zu verdanken ist.